# Halina Wojciechowska-Sołowijowa
Halina Wojciechowska-Sołowijowa, ps. „Halszka”, „Bożena” (ur. 15 czerwca 1894 w Omsku, zm. 12 grudnia 1984 w Rzeszowie) – polska nauczycielka, działaczka społeczna, uczestniczka powstań śląskich.

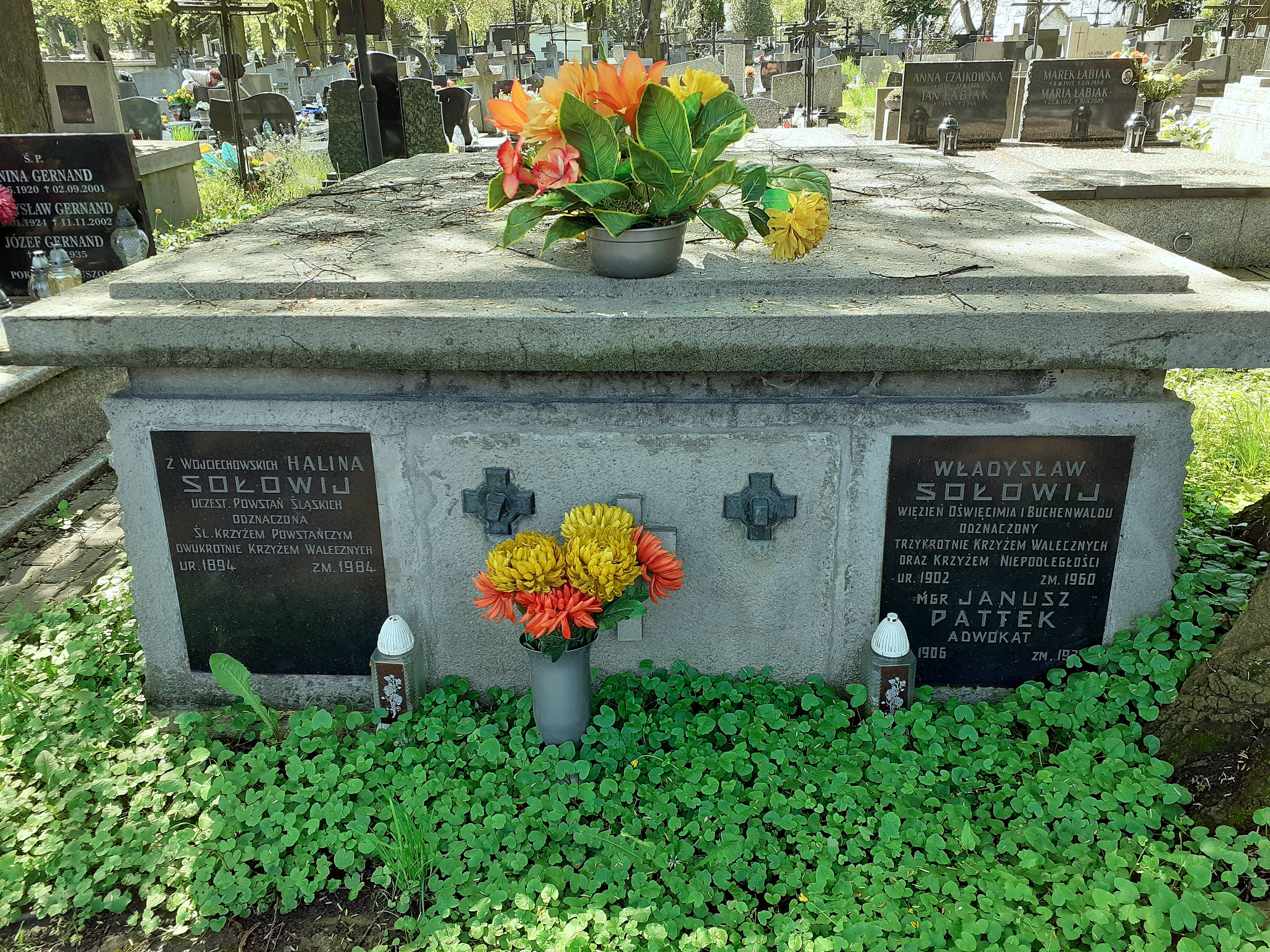
Grobowiec Władysława i Heleny Sołowijów

## Życiorys
Urodziła się 15 czerwca 1894 w Omsku na Syberii w rodzinie inteligenckiej. Od 1914 pracowała jako nauczycielka i jednocześnie była słuchaczką na Wydziale Humanistycznym Towarzystwa Kursów Naukowych (po wojnie pod nazwą Wolnej Wszechnicy Polskiej) w Warszawie. W 1915 zaczęła działać w Polskiej Organizacji Wojskowej. W sierpniu 1917 została aresztowana przez Niemców. Skazano ją na trzy lata ciężkiego więzienia i osadzono na Pawiaku, z którego została zwolniona w marcu 1918. Zamieszkała w Lublinie, gdzie wzięła udział w przejmowaniu władzy z rąk okupantów.
W 1919 rozpoczęła służbę jako kurierka Naczelnego Dowództwa. W czerwcu tego roku wysłano ją do Mińska Litewskiego, zaś w końcu sierpnia przedarła się przez linię frontu do Kijowa, przywożąc w całości pocztę Naczelnego Dowództwa Wojska Polskiego do KN 3. Następnie powróciła do Warszawy z raportami KN 3 do Naczelnego Dowództwa. W listopadzie została wysłana do Moskwy. Przyjechała tam chora na tyfus. W styczniu 1920, po rekonwalescencji, mogła zacząć brać czynny udział w wewnętrznym życiu moskiewskiej placówki. Wyjechała z Moskwy w lutym jako służąca państwa Steckiewiczów. Do futra miała wszyte całe pasy meldunków na płótnie. W marcu wróciła do kraju.
Od kwietnia 1920 była ochotniczo zaangażowana w akcję plebiscytowej na Górnym Śląsku. Z ramienia Dowództwa Głównego Polskiej Organizacji Wojskowej organizowała akcję propagandową wśród kobiet. Tworzyła żeńskie oddziały służby sanitarnej, kurierskiej i wywiadowczej POW Górnego Śląska w powiatach kozielskim i zabrskim. Od lipca 1920 była referentką grupy żeńskiej w DG POW GŚ. Uczestniczyła w II powstaniu śląskim (sierpień 1920) i w III powstaniu śląskim (1921).
W latach 1922–1939 działała społecznie, pełniła mandat radnej Rady Miasta Lwowa, była członkinią Związku Powstańców Śląskich i Przysposobienia Wojskowego Kobiet.
Podczas II wojny światowej wysiedlono ją do Rzeszowa, gdzie podjęła działalność konspiracyjną w ZWZ-AK. Po wojnie została aresztowana przez NKWD. Kontynuowała pracę nauczycielską w szkołach w Rzeszowie. Zatrudniona była między innymi w I Liceum Ogólnokształcącym w Rzeszowie jako nauczycielka języka rosyjskiego. Była członkinią Związku Bojowników o Wolność i Demokrację. 
Zmarła 12 grudnia 1984 w Rzeszowie. Została pochowana na cmentarzu Pobitno w Rzeszowie 17 grudnia 1984.
Jej mężem był Władysław Sołowij, także powstaniec śląski. Mieli córkę.

## Upamiętnienie
Była jedną z 30 bohaterek wystawy „60 na 100. Sąsiadki. Głosem Kobiet o powstaniach śląskich i plebiscycie” (2019), której celem było zaprezentowanie 30 sylwetek kobiet żyjących na przełomie XIX i XX wieku, które w szczególny sposób związane są z historią Górnego Śląska, między innymi uczestniczek powstań śląskich oraz akcji plebiscytowej. Koncepcję wystawy, scenariusz i materiały przygotowała Małgorzata Tkacz-Janik, a grafiki Marta Frej. Wystawa była prezentowana w różnych miastach województwa śląskiego, m.in. w marcu 2021 – w Centrum Kultury Śląskiej w Nakle Śląskim.
Była również jedną z bohaterek wystawy „Kobiety śląskie i Niepodległa”, zaprezentowanej z okazji roku praw kobiet i stulecia niepodległości, między 13 listopada 2018 a 20 maja 2019 w Bibliotece Śląskiej.

## Odznaczenia
- Krzyż Kawalerski Orderu Odrodzenia Polski[2][5]
- Krzyż Walecznych (dwukrotnie)[1][2][5][12]
- Krzyż Niepodległości z Mieczami (1931)[2][5][13]
- Śląski Krzyż Powstańczy[1][2]
- Srebrny Krzyż Zasługi[2][5]
- Krzyż POW[5]